# 阿爾蒙德 (阿拉巴馬州)
阿爾蒙德（英語：Almond）是一個位於美國阿拉巴馬州蘭道夫縣的非建制地區。該地的面積和人口皆未知。

## 地理
阿爾蒙德的座標為33°08′47″N 85°37′18″W / 33.14639°N 85.62167°W，而該地的平均海拔高度為257米（即843英尺）。